# Argyra elongata
Argyra elongata är en tvåvingeart som först beskrevs av Zetterstedt 1843.  Argyra elongata ingår i släktet Argyra och familjen styltflugor. Arten är reproducerande i Sverige. Inga underarter finns listade i Catalogue of Life.